# Gramazie
Gramazie – miejscowość i gmina we Francji, w regionie Oksytania, w departamencie Aude.
Według danych na rok 1990 gminę zamieszkiwało 89 osób, a gęstość zaludnienia wynosiła 44 osoby/km² (wśród 1545 gmin Langwedocji-Roussillon Gramazie plasuje się na 812. miejscu pod względem liczby ludności, natomiast pod względem powierzchni na miejscu 1108.).

## Zabytki
Zabytki w miejscowości posiadające status Monument historique:
- kościół Notre-Dame (Église Notre-Dame)